# Zeppelin (Staaken) R.VI

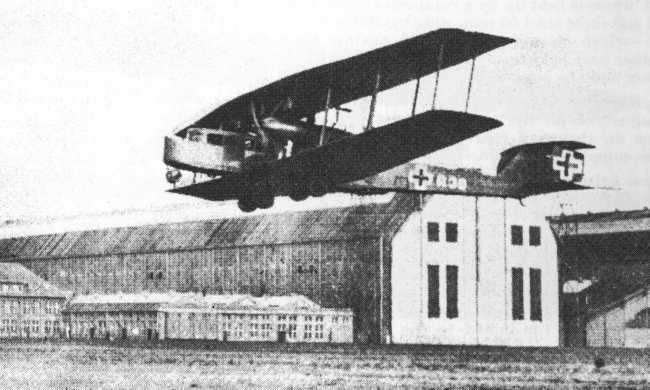
Eine R.VI mit zentraler Seitenflosse beim Start

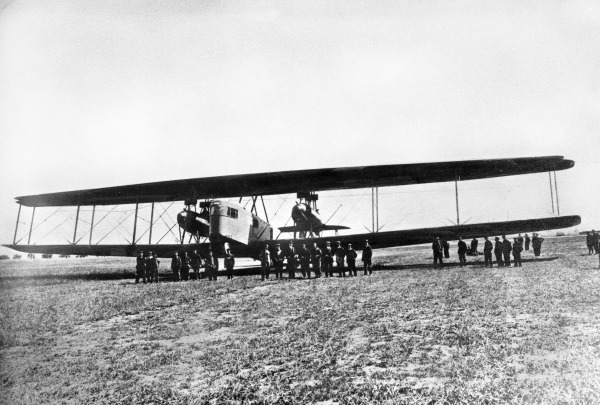
Eine bei Aviatik gebaute R.VI mit verändertem Bug

Die Staaken R.VI war eines der während des Ersten Weltkrieges von Alexander Baumann entworfenen Riesenflugzeuge, das als strategischer Bomber eingesetzt wurde. Es war von zahlreichen Riesenflugzeugentwürfen jener Zeit der einzige praktikable, und die Grundkomponenten Tragflächen, Leitwerk und hinterer Rumpf blieben von 1915 bis Kriegsende nahezu unverändert.

## Vorgeschichte
Die Entwicklungsreihe begann beim Versuchsbau Gotha Ost (V.G.O.) mit der dreimotorigen V.G.O.I und führte über die V.G.O.II und einige weitere Muster zur R.VI. Die Flugzeugzelle blieb über die ganze Serie bis zur R.XVI weitgehend unverändert, abgesehen von der zentralen Seitenflosse. Variiert wurde dagegen die Anzahl der Motoren (3–6 Stück) und damit verbunden natürlich die Form der Motorgondeln und des Rumpfvorderteiles. Die Antriebsleistung wurde von 720 PS bei der VGO.I auf 1580 PS bei den letzten Mustern gesteigert.
- V.G.O.I: drei Maybach Mb IV mit je 260 PS, Erstflug am 11. April 1915
- V.G.O.II: drei Maybach Mb IV.i mit je 260 PS
- Die Einzelstücke R.III (VGO.III) und R.IV waren sechsmotorig, wobei je zwei Motoren der 160-PS- bzw. 240-PS-Klasse über ein Getriebe eine gemeinsame große Luftschraube antrieben (R.III 6 × Mercedes D III, R.IV 6 × Benz Bz IV). Die Rumpfmotoren wirkten auf eine Zugschraube, die Gondelmotoren auf Druckschrauben. Vorne in den Gondeln befanden sich MG-Stände. R.IV wurde nach einigen Einsatzflügen als Ausbildungsmaschine eingesetzt und überlebte das Kriegsende.
- R.V war wieder mit drei Luftschrauben ausgerüstet. Fünf höhentaugliche 260-PS-Maybachmotoren Mb IVa waren eingebaut. Je zwei Motoren waren in den Gondeln zusammengeschaltet, der fünfte war in der Rumpfspitze. Im Hinterteil der Motorgondeln waren MG-Stände.
- Die einzige R.VII (die letzte Staaken-Maschine mit drei Luftschrauben) ging bereits beim Überführungsflug an die Front verloren. Hier wurde wieder die ursprüngliche Motorenanordnung gewählt. Antrieb 2 × Mercedes D III im Rumpf plus 4 × Benz Bz IV mit Druckschrauben in den Gondeln.

## Hauptversion R.VI

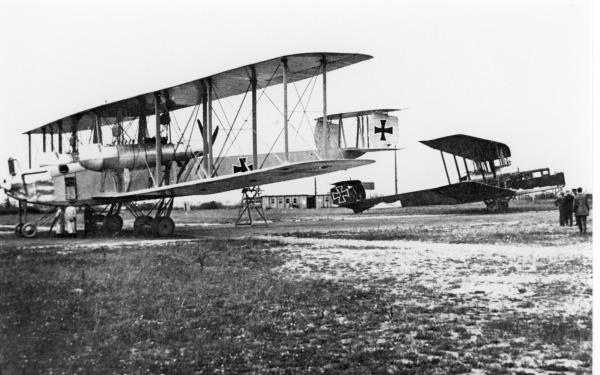
Vorn die R.III, hinten eine R.VI

Die Hauptversion R.VI war ein Doppeldecker mit verglastem Führerstand und vier Mercedes-Motoren mit je 260 PS in Tandemanordnung in zwei Triebwerksgondeln. Jede Gondel hatte einen Zug- und einen Druckpropeller. Die Luftschrauben der Druckpropeller waren so ausgelegt, dass sie ihren besten Wirkungsgrad im Nachstrom der vorderen Propeller hatten. Beim Ausfall eines der vorderen Motoren bedeutete das also einen Leistungsverlust von mehr als 25 %. Andererseits ließ sich der Ausfall eines Motors durch die zentrale Lage leichter aussteuern als bei einer Auslegung wie etwa bei der russischen Ilja Muromez. Mitentscheidend für den Erfolg des Musters mag gewesen sein, dass er als einziger Entwurf deutscher R-Flugzeuge auf anfällige Winkelgetriebe, Fernantriebswellen etc. verzichtete und die Motoren die Luftschrauben direkt antrieben.
Es wurden insgesamt 18 R.IV hergestellt; neun bei Zeppelin in Staaken, sechs bei Aviatik und drei bei Albatros. Bei einigen der Aviatik-Maschinen war der Führerraum bis zur Rumpfspitze verglast.
Eine R.VI (R30/16) erhielt einen im Rumpf eingebauten 120-PS-Mercedes-D-II-Motor, der ein Ladegebläse von Brown-Boveri antrieb, das vorverdichtete Luft für die vier Hauptmotoren lieferte, ähnlich der sogenannten HZ-(Höhenladerzentrale)-Anlage in der Henschel Hs 130E im Zweiten Weltkrieg. Diese Maschine erreichte fast 6000 m Gipfelhöhe. Eine R.VI war wahrscheinlich auch das erste Flugzeug, an dem Verstellpropeller zum Einsatz kamen.

## Typbezeichnungen

### Heer
- V.G.O.II: R9/15
- R.III: R10/15
- R.IV: R12/15
- R.V: R13/15
- R.VII: R14/15
- R.VI: R25/16 bis R39/16 sowie R52 bis R54.
- R.XIV: R43/16 bis R45/16
- R.XV: R46/16 bis R48/16
- R.XVI: R49/16 bis R51/16

### Marine
- V.G.O.I: R.M.L 1
- L (?): Standard-R.VI auf Schwimmern
- 8301, 8303, 8304 (Aviatik-Typ), (8302?)

## Seeflugzeuge

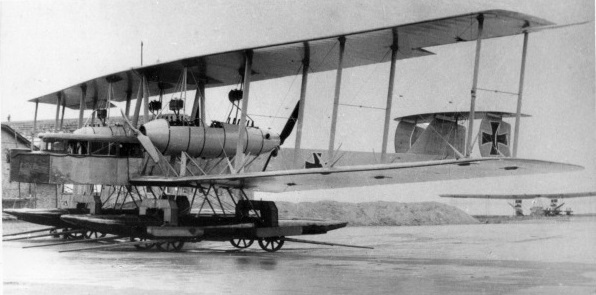
L in Warnemünde, Februar 1918

Der erste Typ (L) war eine Standard-R.VI mit abgesetztem Führerraum und zwei 13 m langen Ganzmetallschwimmern. Zusätzlich wurden bei Aviatik für die Marine drei sehr ähnliche Schwimmerflugzeuge hergestellt, bei denen der Rumpf etwas nach oben versetzt war und auf einem Strebenwerk stand, das mit dem Unterflügel verbunden war. Diese Änderung diente dazu, das Höhenleitwerk aus dem Bereich des Spritzwassers zu bringen. Die Maschine 8301 wurde zunächst als Landversion getestet, wofür das Standard-Hauptfahrwerk und ein überlanges Bugfahrwerk installiert wurden. Bei den Aviatik-Maschinen war der Führerraum wieder bis zur Rumpfspitze verglast, die Piloten saßen aber in einem offenen Cockpit.

## Einsatz
Während die schwächeren Vorgängermodelle versuchsweise zusammen mit einigen Siemens-Schuckert R-Typen an der Ostfront eingesetzt wurden, kamen die ausgereifteren R.VI im Westen zum Einsatz.
Die Staaken R.VI wurden zusammen mit der Gotha G.IV bei Einsätzen gegen London eingesetzt und hatten eine beträchtliche psychologische Wirkung, wobei der wirtschaftliche Schaden meist gering blieb. R.VI der RFA 501 (Riesen-Flugzeug-Abteilung) flogen elf Einsätze gegen England und warfen 27.190 kg an Bomben ab. Dabei erwiesen sich die Riesenflugzeuge trotz des filigranen Aussehens als außergewöhnlich robust, eine Maschine überstand sogar die nächtliche Kollision mit einer Ballonsperre über Südengland und konnte danach noch ihren Einsatz fortsetzen. Angeblich fielen nur zwei Riesenflugzeuge britischen Jagdflugzeugen zum Opfer, darunter eine R.XIVa. Einige andere gingen bei Landeunfällen in der Nacht verloren. Ein Flugzeug mit der Dienstnummer R27/16 landete antriebslos am Strand, nachdem Wasser in den Treibstoffleitungen über dem Ärmelkanal gefroren war. Sechs R.VI waren bei Kriegsende noch einsatzklar. Verglichen mit den Zeppelin-Militärluftschiffen, hatten die Staaken-R.VI-Riesenbomber bei vergleichbarer Bombenlast eine um 30 % höhere Geschwindigkeit, ohne allerdings die Ausdauer der Luftschiffe zu erreichen. Dafür war der Aufwand für Bau und Wartung um ein Vielfaches geringer, und dies führte dazu, dass die OHL im Januar 1917 den Einsatz von Luftschiffen einstellte und die noch vorhandenen Luftschiffe abwrackte oder zur Marine überstellte.
Die R.VI war das einzige deutsche Flugzeug, das neben den üblichen Kalibern der P&W-Bomben von 50, 100 und 300 kg auch die schwerste mit 1000 kg aufnehmen konnte. Eine davon traf das Royal Chelsea Hospital. Meist waren nur drei oder vier Maschinen einsatzbereit, die zusammen mit einem oder bestenfalls zwei Dutzend Gotha-Bombern nächtliche Angriffe auf Südengland durchführten. Die „Gothas“ konnten jeweils 300 kg Bomben mitführen, die R-Flugzeuge bis zu 1000 kg. Die Trefferwahrscheinlichkeit bei diesen nächtlichen Einsätzen war sehr gering. Es ist also ein Irrglaube, es habe bereits im Ersten Weltkrieg so etwas wie eine strategische Bomberoffensive gegeben. Der militärische Wert lag, wie bei den Luftschiffangriffen auch, im Wesentlichen in der Bindung von starken Kräften zu ihrer Abwehr, die nicht an die Front verlegt werden konnten.

## Weiterentwicklungen
Der R.VI-Serie folgten noch mindestens acht viermotorige und fünfmotorige Varianten.

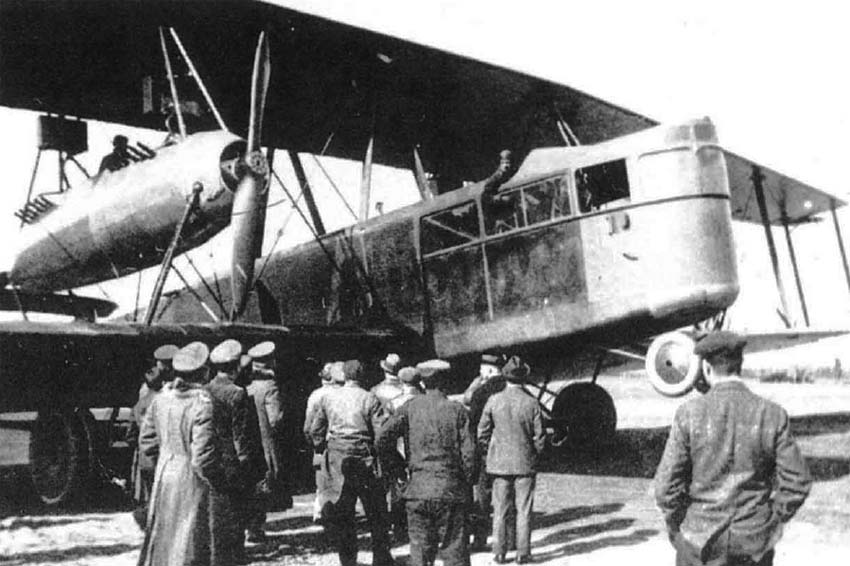
Viermotorige R.XIV

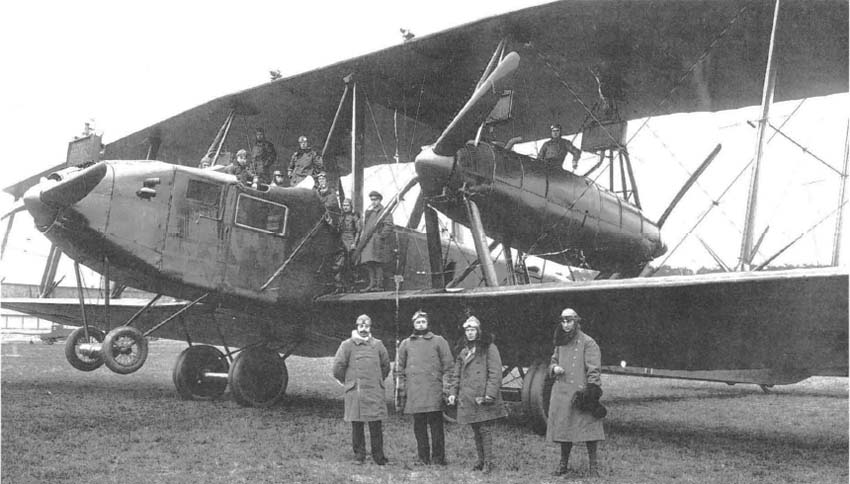
Fünfmotorige R.XIVa

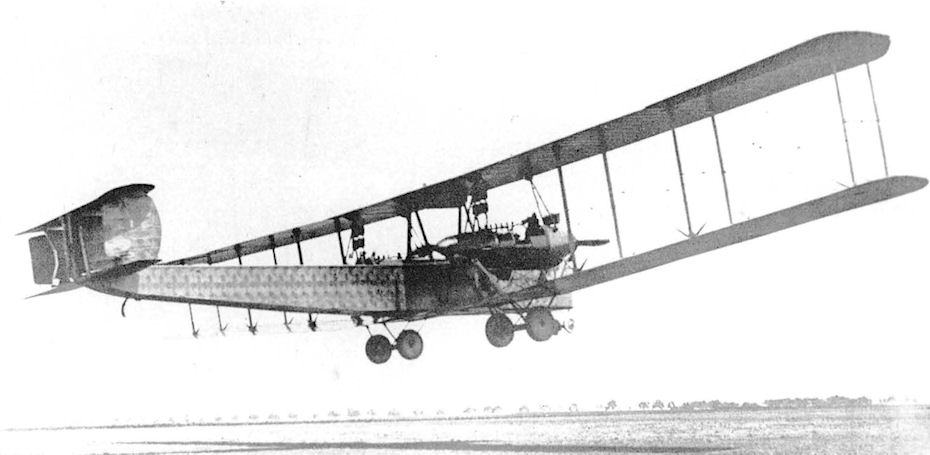
R.XVI (R50) nach Kriegsende ohne Kennzeichen

R.XIV, wovon die erste noch viermotorig und mit vollverglaster Rumpfspitze versehen war und mit 350 PS starken Austro-Daimler-Motoren ausgestattet war. Die beiden anderen R.XIVa waren fünfmotorig mit Maybach-Motoren. Bei diesen Maschinen saßen die Piloten wieder im Freien.
Es folgten drei bei Schütte-Lanz gebaute fünfmotorige R.XV mit Maybach-Motoren und zwei viermotorige bei Aviatik gebaute R.XVI. Bei der R.XVI waren zwei 220-PS-Sechszylinder-Benz-Bz.IV in Zuganordnung und zwei V12-Benz-Bz.VI mit 530 PS in Druckanordnung verbaut. „R50“ war das letzte Staaken-Riesenflugzeug.
Insgesamt waren 35 Staaken R-Flugzeuge gebaut worden plus der VGO.I und VGO.II. Da die Maschinen fast alle bereits im Jahr 1916 geordert wurden, trugen sie auch immer noch die „16“ in der Typbezeichnungen, auch wenn sie erst 1917 oder 1918 gebaut und abgeliefert wurden (z. B. R.VI „R39/16“).

## Nach Kriegsende
Nach Kriegsende blieben einige der Staaken-Maschinen als Transporter oder Passagiermaschinen im Einsatz, darunter auch die fünfmotorige Weiterentwicklung Staaken R.XV. Ein Foto einer Nachkriegs-R.VI zeigt sie mit der für Joe Mays Film-Serie Die Herrin der Welt (1919/20) versehenen Werbeaufschrift Fletcher’s World zusammen mit dem Luftschiff LZ 120. Eine weitere Maschine (vermutlich eine R.XIVa) flog für die ukrainische Regierung. Die letzte R.XVI „R51“ wurde nicht mehr ganz fertiggestellt und auf Befehl der Alliierten abgewrackt. Die Filmaufnahmen des Bundesarchives zeigen fünfmotorige Flugzeuge mit den Kennzeichen „R69“ und „R71“ sowie das viermotorige Schwimmerflugzeug „8301“.
Obwohl die Flugzeuge Baumanns sehr erfolgreich waren, favorisierte Zeppelin naturgemäß den von den Luftschiffen gewohnten Metallbau, deshalb wurden Adolf Rohrbach als Nachfolger Baumanns Chefkonstrukteur in Staaken und Claude Dornier in Friedrichshafen. Die Eindecker Dornier Rs IV und die Zeppelin (Staaken) E4/20 wiesen den Weg in eine neue Zeit. Dornier übernahm aber die Tandemanordnung der Triebwerke und machte sie quasi zu seinem Markenzeichen. Die Staaken-Riesenflugzeuge blieben mit der Handley Page V/1500 die größten in Serie gebauten Doppeldecker der Luftfahrtgeschichte.

## Technische Daten
| Kenngröße             | Daten |
| --------------------- | --- |
| Besatzung             | 7–10 |
| Länge                 | 22,1 m |
| Spannweite            | 42,2 m |
| Höhe                  | 6,3 m |
| Flügelfläche          | 332 m² |
| Flügelstreckung       | 10,62 |
| Flächenbelastung      | 35,5 kg/m² beim Start, etwa 26,5 kg/m² bei der Landung (8,8 t) |
| Leistungsbelastung    | 10,34 kg/PS |
| Nutzlast              | ≈ 3.800 kg, davon ca. 2500 kg Betriebsstoffe |
| Leermasse             | 7.921 kg |
| Startmasse            | 11.824 kg |
| Höchstgeschwindigkeit | 135 km/h |
| Landegeschwindigkeit  | siehe unten |
| Steiggeschwindigkeit  | 10 min auf 1000 m, 23 min auf 2000 m, 43 min auf 3000 m, 2:26 h auf 4320 m |
| Gipfelhöhe            | 4300 m |
| Reichweite            | 800 km |
| Flugzeit              | 7–10 h |
| Triebwerke            | vier flüssigkeitsgekühlte Sechszylinder-Reihenmotoren Mercedes D IVa mit je 260 PS (191 kW) oder vier flüssigkeitsgekühlte Sechszylinder-Reihenmotoren Maybach Mb.IVa mit je 245 PS (180 kW) |
| Bewaffnung            | 4–7 Maschinengewehre, 1000 kg Bomben |

Vergl. hierzu:

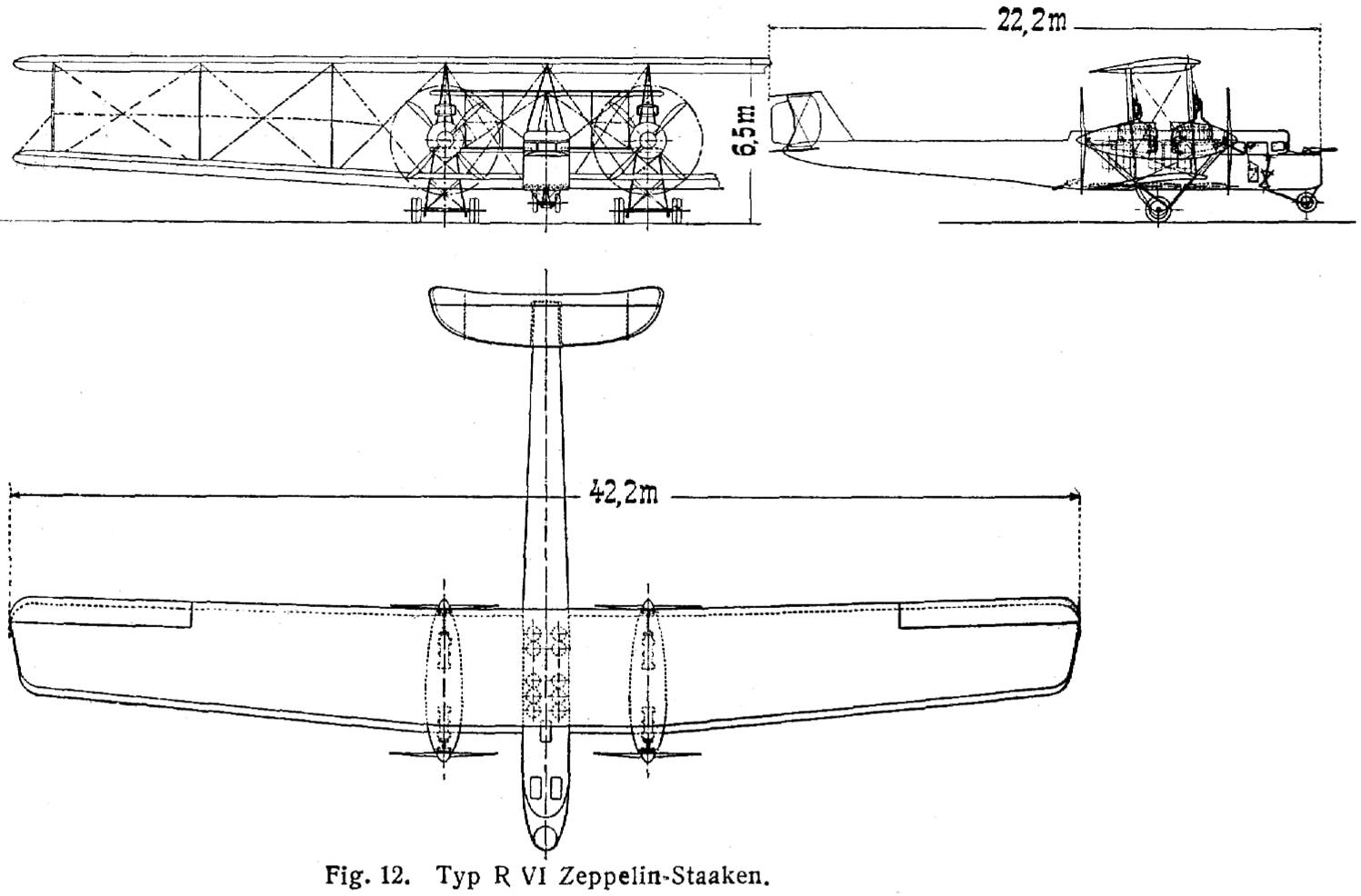
Dreiseitenansicht

- Scheibe SF 25 B (45 PS): Flächenbelastung 32 kg/m², Leistungsbelastung 12,13 kg/PS. Überziehgeschwindigkeit um 60 km/h
- Polikarpow Po-2 (100 PS): Flächenbelastung 26,84 kg/m², Leistungsbelastung 8,72 kg/PS. Landegeschwindigkeit ca. 60 km/h.

## Relikte
Im Luftfahrtmuseum in Krakau befindet sich eine Motorgondel mit zwei Austro-Daimler-Motoren. Die Gondel stammt aus der ehemaligen Luftfahrtsammlung in Berlin.